# Théophile Abega
Théophile Abega (9. července 1954, Nkomo – 15. listopadu 2012, Yaoundé) byl kamerunský fotbalový záložník. V roce 1984 byl vyhlášen Africkým fotbalistou roku. Zemřel 15. listopadu 2012 ve věku 58 let na srdeční zástavu.

## Fotbalová kariéra
Za reprezentaci Kamerunu nastoupil v letech 1976–1987 v 16 utkáních a dal 4 góly. Byl členem kamerunské reprezentace na Mistrovství světa ve fotbale 1982, nastoupil ve všech 3 utkáních. Byl členem kamerunské reprezentace na LOH 1984 v Los Angeles, nastoupil ve všech 3 utkáních. Byl členem kamerunské reprezentace na Africkém poháru národů v letech 1982, 1984 a 1986, v roce 1984 s týmem Kamerunu pohár vyhrál a v roce 1986 skončil na 2. místě. Na klubové úrovni hrál v Kamerunu za Canon Yaoundé, ve Francii za Toulouse FC a ve Švýcarsku za Vevey Sports. S Canonem Yaoundé vyhrál čtyřikrát kamerunskou ligu a čtyřikrát pohár.

## Ligová bilance
| Ročník                              | Zápasy | Góly | Klub          |
| ----------------------------------- | ------ | ---- | ------------- |
| Kamerunská Premier Division 1974/75 | -      | -    | Canon Yaoundé |
| Kamerunská Premier Division 1975/76 | -      | -    | Canon Yaoundé |
| Kamerunská Premier Division 1976/77 | -      | -    | Canon Yaoundé |
| Kamerunská Premier Division 1978/79 | -      | -    | Canon Yaoundé |
| Kamerunská Premier Division 1979/80 | -      | -    | Canon Yaoundé |
| Kamerunská Premier Division 1981    | -      | -    | Canon Yaoundé |
| Kamerunská Premier Division 1981/82 | -      | -    | Canon Yaoundé |
| Kamerunská Premier Division 1982/83 | -      | -    | Canon Yaoundé |
| Kamerunská Premier Division 1983/84 | -      | -    | Canon Yaoundé |
| Ligue 1 1984/85                     | 20     | 3    | Toulouse FC   |
| 1. švýcarská fotbalová liga 1985/86 | 20     | 3    | Vevey Sports  |
| 1. švýcarská fotbalová liga 1986/87 | 23     | 3    | Vevey Sports  |
| CELKEM                              | -      | -    |               |